# Gare de Kōchi
La gare de Kōchi (高知駅, Kōchi-eki) est une gare ferroviaire située à Kōchi, dans la préfecture de Kōchi au Japon. C'est la principale gare de la ville. Elle est exploitée par la JR Shikoku.

## Situation ferroviaire
Gare de passage, la gare de Kōchi est située au point kilométrique (PK) 126,6 de la ligne Dosan.

## Histoire
La gare de Kōchi a été inaugurée le 15 novembre 1924. En 2008 la gare a été reconstruite et les voies ont été surélevées.

## Service des voyageurs

### Accueil
La gare dispose d'un bâtiment voyageurs, avec guichets, ouvert tous les jours de 4h40 à 23h00.

### Desserte
- voies 1 et 2 : direction Susaki, Nakamura, Awa-Ikeda, Takamatsu et Okayama (trains express)
- voie 3 : direction Sakawa, Susaki, Kubokawa , Nakamura, Gomen, Tosa-Yamada et Awa-Ikeda (trains omnibus)
- voie 4 : direction Gomen, Aki et Nahari (par la ligne Tosa Kuroshio Asa)

### Intermodalité

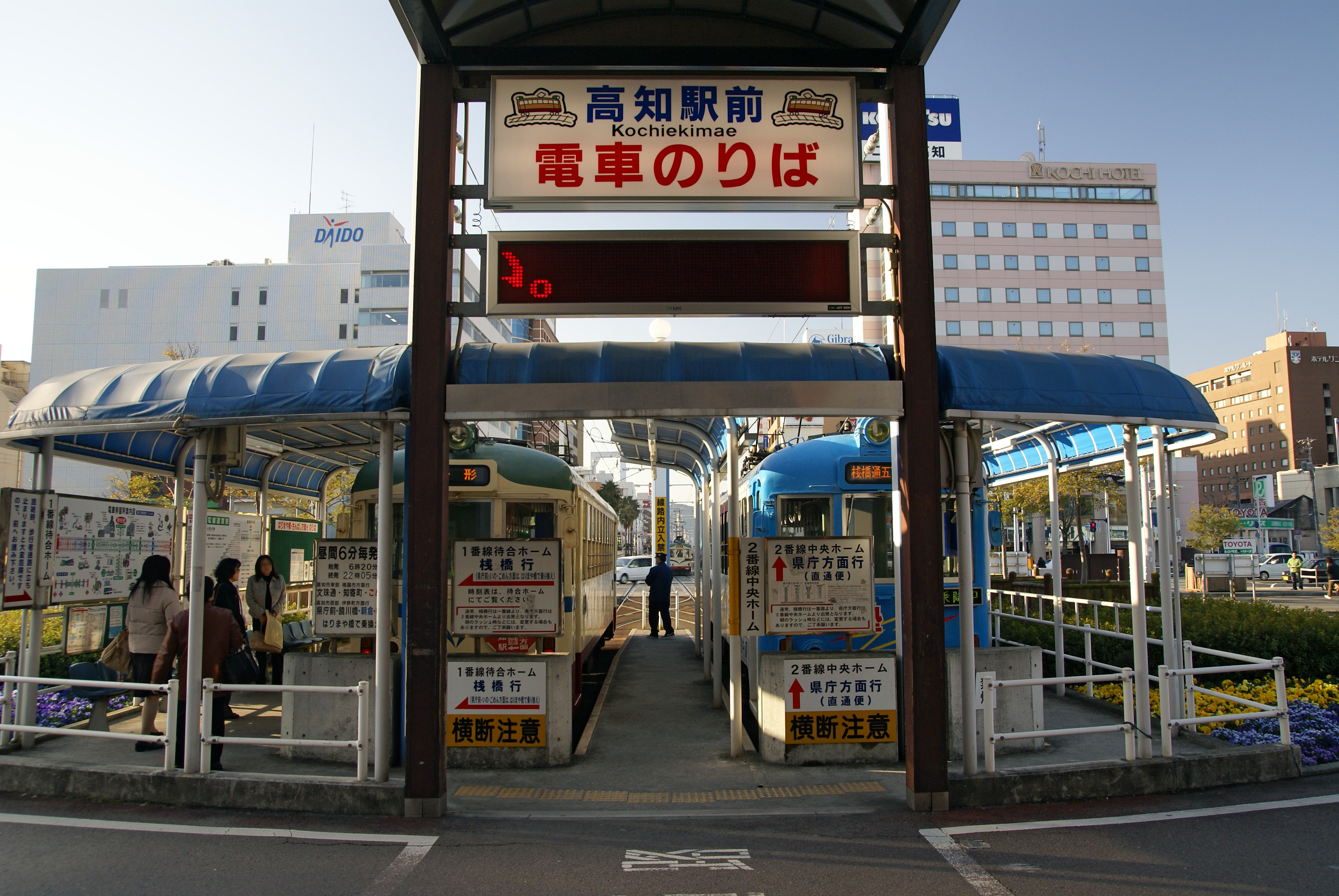
L'arrêt Kōchi-Ekimae du tramway.

L'arrêt Kōchi-Ekimae du tramway de Kōchi est situé en face de la gare.